# ヘルマン・カントロヴィッチ
ヘルマン・カントロヴィッチ（Hermann Kantorowicz、1877年11月18日 - 1940年2月12日）は、オーストリアの法学者。エールリッヒと並ぶ自由法論の代表的論者。

## 人物
1906年、グナエウス・フラフィウス(Gnaeus Flavius)というペンネームで『法学のための闘争』(Der Kampf um die Rechtwissenschaft)を発表し、制定された法律のほかに「自由法」(freies Recht)が存在するというテーゼを人々に知らしめた。「裁判官が法律に拘束されず、自由に法を創造できることになってしまう」との批判が寄せられると、これを「反法律という神話」(Contra-legem-Febel)と名付け、次のように反論した。
- 自由法運動は、裁判官が法律に反する判決を下すことを承認するものではない。確かに、あらゆる判決が法律から導かれるという点は否定するが、それだけいっそうそれらの判決が法律に合致することを要求する。運動の目的は、法律外の第二次的法源たる自由法の加工方法を探求することである

しかし、批判者の多くは法律の欠缺の概念を「一定の問題に対する法規が完全に欠落していること」と捉える一方、自由法論者は「法律が不明瞭であるなど、実際上の問題をはらんでいる」すべての場合に法律の欠缺を承認したため、議論はかみ合わず誤解は解消されなかった。
1923年から1929年までフライブルク大学教授を務め、1927年コロンビア大学、1929年から1933年までキール大学の客員教授も務めた。ドイツでのナチスによる政権掌握後は、イギリスのロンドン・スクール・オブ・エコノミクスへ亡命した。

## 主な著作
- 『法学のための闘争』